# フラワーズ・イン・ザ・ダート
『フラワーズ・イン・ザ・ダート』（Flowers In The Dirt）は1989年に発売されたポール・マッカートニーのアルバム。
「ふりむかないで」の歌詞の一節（flowers in the dirt）をアルバム名にしている。

## 解説
1980年代後半、マッカートニーは「ワンス・アポン・ア・ロング・アゴー」等、フィル・ラモーンのプロデュースにより一部の楽曲を制作していたが、1987年にコンビを解消。エルヴィス・コステロとの出会いが大きな意味を持った作品。電話を通じて知り合ったポールとエルヴィスは、多くの曲を共作し、そのうち4曲は本作に、2曲はエルヴィスのアルバム『スパイク』（1989年）に収録された。また、曲ごとに様々なプロデューサーを起用し、サウンドに幅を持たせているが、ポール本来のメロディアスで親しみやすい作風を貫いている。
本作発表後、実にウイングス以来となるワールド・ツアーを行う。1989年9月から1990年7月に及ぶ大規模なもので、セットリストは彼が長年演奏を躊躇していたビートルズ時代の楽曲が半数を占めていた。
1991年には、来日記念盤としてボーナスCDを追加した2枚組『フラワーズ・イン・ザ・ダート －スペシャル・パッケージ－』が限定発売された。ボーナスCDには、新録音の「ロング・アンド・ワインディング・ロード」や、「ラヴ・ミー・ドゥ」と「P.S.アイ・ラヴ・ユー」を繋ぎ合わせた「P.S.ラヴ・ミー・ドゥ」など8トラックを収録。
本作は、マッカートニーのアルバムとしては永らく最後の全英アルバムチャート1位獲得となっていたが、2020年にリリースされたマッカートニーIIIが31年ぶりの全英1位を獲得したことによりこれは解消。

## 楽曲
- 「マイ・ブレイヴ・フェイス」（先行シングル）「ユー・ウォント・ハー・トゥー」「ケアレス・ラヴに気をつけて」「ふりむかないで」の4曲は、ポールとエルヴィス・コステロの共作で、他はマッカートニーが作詞・作曲。「ユー・ウォント・ハー・トゥー」では、マッカートニーとコステロのデュエット・ボーカルも聴ける。
- 「ラフ・ライド」「フィギュア・オブ・エイト」「ハウ・メニー・ピープル」「太陽はどこへ?」の4曲は、マッカートニー、トレヴァー・ホーン、スティーヴ・リプトンの共同プロデュース。トレヴァーの色が出た、テクノロジカルな音作りを披露している。「フィギュア・オブ・エイト」はツアーのオープニングナンバーであった。
- 「幸せなる結婚」は、デイヴィッド・フォスターとの共同プロデュースで、デヴィッド・ギルモア（ピンク・フロイド）がゲスト参加。
- 「プット・イット・ゼア」のストリングス・アレンジは、マッカートニーとジョージ・マーティンによる。
- 「ふりむかないで」にはニッキー・ホプキンスがピアノでゲスト参加。マッカートニーとはビートルズ時代の「レボリューション」以来の競演を果たした。
- 2016年6月に発売されたベスト・アルバム『ピュア・マッカートニー～オール・タイム・ベスト』には、このアルバムからの楽曲が1曲も収録されていない。

## 収録曲
1. マイ・ブレイヴ・フェイス  - "My Brave Face"
2. ラフ・ライド - "Rough Ride"
3. ユー・ウォント・ハー・トゥー - "You Want Her Too"
4. ディストラクションズ - "Distractions"
5. 幸せなる結婚 - "We Got Married"
6. プット・イット・ゼア - "Put It There"
7. フィギュア・オブ・エイト - "Figure Of Eight"
8. ディス・ワン - "This One"
9. ケアレス・ラヴに気をつけて - "Don't Be Careless Love"
10. ふりむかないで - "That Day Is Done"
11. ハウ・メニー・ピープル（チコ・メンデスに捧ぐ） - "How Many People"
12. モーター・オブ・ラヴ - "Motor Of Love"
13. 太陽はどこへ? - "Ou Est Le Soleil"　＊CDのみのボーナス・トラック
以下は「ポール・マッカートニー・コレクション」と題したデジタル・リマスター盤で再発の際に追加されたボーナス・トラック
14. バック・オン・マイ・フィート - "Back On My Feet"
15. フライング・トゥ・マイ・ホーム - "Flying To My Home"
16. ラヴリエスト・シング - "Loveliest Thing"
17. "This One (Club Lovejoys Mix)"

※17.は2007年、iTunes Store販売版のボーナス・トラック。（12”収録バージョン）
「スペシャル・パッケージ」ボーナスCD
1. メッセージ - "Message" ※日本のファンへのメッセージ
2. ザ・ロング・アンド・ワインディング・ロード - "The Long And Winding Road"
3. ラヴリエスト・シング - "Loveliest Thing"
4. ラフ・ライド（ヴィデオ・ヴァージョン）- "Rough Ride"
5. 太陽はどこへ？（7インチ・ミックス）- "Ou Est Le Soleil (7"MIX)"
6. ママズ・リトル・ガール - "Mama's Little Girl"
7. セイム・タイム・ネクスト・イヤー - "Same Time Next Year"
8. パーティ・パーティ - "Party Party"
9. P.S.ラヴ・ミー・ドゥ - "P.S. Love Me Do"